# 杏花村镇
杏花村镇是山西省汾阳市下辖的一个镇，镇下辖20个村：杏花村西堡（即杏花村）、杏花村东堡、冯郝沟、安上、霍头、山庄头、小相、上堡、下堡、小相寨、庄上、石老、上庙、张兴村、窑头、辛庄、杜村、官道、永安、武家垣。
“汾酒之都”杏花村位于该镇杏花村西堡村，始建于南北朝时期。杏花村酒文化历史悠久，杏花村汾酒作坊、山西杏花村汾酒厂位于此地，当地特产除了汾酒之外还有核桃、小米等。2019年被评为中国文化百强镇。

## 行政区划
现辖：
杏花酒厂社区、东堡村、西堡村、冯郝沟村、安上村、小相村、上堡村、下堡村、小相寨村、杏花村新村、武家垣村、上庙村、张兴村、窑头村、辛庄村、杜村、官道村、永安村和武家垣村。